# Béatrice Foucher
Béatrice Foucher (Saintes, 6 giugno 1964) è un'ingegnera e dirigente d'azienda francese del gruppo Stellantis, direttrice generale del marchio DS.

## Biografia

### Gioventù e studi
Béatrice Foucher è nata il 6 giugno 1964 a Saintes.
I suoi genitori gestivano le attività agricole dei licei professionali di Pau, poi di Rambouillet. Ha studiato ingegneria all'AgroParisTech dopo aver frequentato il corso preparatorio. Ha poi frequentato un anno supplementare alla ESCP Business School.

### Carriera
Si impiegò nel 1989 nel servizio qualità del gruppo Renault.
Nel 1993, sotto la gestione Louis Schweitzer, si unisce al servizio studi di mercato: « È stata una rivelazione ", lei dice « Ho lavorato con sociologi, psicologi, il mio capo era un ex seminarista che aveva fatto una tesi con Pierre Bourdieu . Era fantastico » . La progettazione di nuovi veicoli passa attraverso l'analisi dei comportamenti sociali e la riflessione sui loro sviluppi. Tre anni dopo, entra nella gestione del prodotto e diventa vicedirettore dei marchi Renault Laguna e Renault Espace . Dopo sette anni in questa posizione, è stata nominata direttrice della futura linea di sviluppo prodotto nell'ambito della cooperazione tra Renault e Nissan . La Renault è ora sotto la guida di Carlos Ghosn.
Nel 2007 è stata nominata direttore prodotto, responsabile dello sviluppo di nuovi prodotti per i marchi del gruppo, posizione che ha ricoperto per cinque anni. Nel settembre 2012 è responsabile del programma auto elettriche della Renault, responsabile in particolare dello sviluppo e della produzione del modello Renault Zoe . « Stavamo sgomberando », spiega, « lottavamo per vendere 8.000 veicoli all'anno in un'atmosfera da villaggio gallico, di fronte all'ostilità dell'ecosistema che la considerava una moda passeggera ».
Nel 2015, altro cambiamento, diventa vicepresidente delle risorse umane all'interno del gruppo dirigente di Renault, Nissan e Mitsubishi, responsabile in particolare della gestione dell'alto potenziale di questo gruppo automobilistico. Alla fine del 2018 scoppia il caso Carlos Ghosn, che porta alle dimissioni di Carlos Ghosn dalla presidenza della Renault e alla sua sostituzione con Jean-Dominique Senard.
Nel novembre 2019 entra nel Groupe PSA come vicepresidente senior per la gestione dei talenti, prima di diventare, nell'ottobre 2019, vicedirettore generale di DS Automobiles incaricato di accelerare lo sviluppo internazionale.
Il 15 gennaio 2020 è stata nominata CEO di DS Automobiles e membro del Comitato esecutivo globale del Groupe PSA.
All'inizio di luglio 2023 è stata promossa a direttore della pianificazione, una posizione altrimenti strategica per il gruppo poiché è responsabile di tutta la strategia, M&A, prodotto, programmi e piano CO2 di Stellantis per i prossimi anni.

### Vita privata
Béatrice Foucher è la madre di due figli, Florent e Clara.